# Hewison Point
Der Hewison Point ist eine Landspitze am südöstlichen Ende von Thule Island im Archipel der Südlichen Sandwichinseln. Sie bildet die Ostseite der Ferguson Bay sowie die westliche Begrenzung der südlichen Einfahrt in die Douglas Strait.
Teilnehmer der ersten russischen Antarktisexpedition (1819–1821) unter der Leitung des deutsch-baltischen Seefahrers Fabian Gottlieb von Bellingshausen kartierten sie erstmals. Eine neuerliche Kartierung und die Benennung nahmen Wissenschaftler der britischen Discovery Investigations im Jahr 1930 vor. Namensgeber ist Lieutenant Colonel Hewison von der Werft der Ferguson Brothers in Port Glasgow, in der das Forschungsschiff RRS Discovery II gebaut worden ist. 